# Verella
Verella es un género de foraminífero bentónico de la subfamilia Eofusulininae, de la familia Fusulinidae, de la superfamilia Fusulinoidea, del suborden Fusulinina y del orden Fusulinida. Su especie tipo es Verella warsanofievae. Su rango cronoestratigráfico abarca el Bashkiriense superior (Carbonífero superior).

## Discusión
Clasificaciones más recientes incluyen Verella en la subclase Fusulinana de la clase Fusulinata.

## Clasificación
Verella incluye a las siguientes especies:
- Verella binhaiensis †
- Verella fusiformis †
- Verella fuxianica †
- Verella guangdongensis †
- Verella kogulensis †
- Verella normalis †
- Verella sytovae †
- Verella transiens †
- Verella warsanofievae †